# Культармійці
Культармійці (культшефство)— учасники масового культурно-освітнього руху  в СРСР, які були забезпечені навчальними посібниками та  закріплені за неписьменними і малописьменними. Органи народної освіти, Ради депутатів трудівників, партійні організації здійснювали контроль за перебігом навчання. Як правило заняття провадилися в загальноосвітніх навчальних закладах без відриву від виробництва. Учні отримували підготовку в об'ємі початкової та  7-річної шкіл. Особливо активним рух культармійців був у крупних селищах, колгоспах, радгоспах і МТС(машинно-тракторна станція). Крім того, культармійці  виконували інші різноманітні обов'язки: створювали бібліотеки, залучали до читання тих, що вже вміли читати тощо.  